# Liste des espèces végétales protégées en Languedoc-Roussillon
La liste des espèces protégées en Languedoc-Roussillon est une liste officielle définie par le gouvernement français, recensant les espèces végétales qui sont protégées sur le territoire de la région Languedoc-Roussillon, en complément de celles qui sont déjà protégées sur le territoire métropolitain. Elle a été publiée dans un arrêté du 29 octobre 1997.

## Ptéridophytes
- Asplenium marinum L., Doradille marine
- Asplenium obovatum Viv.[2], Doradille à feuilles obovales
- Cheilanthes hispanica Mett., Cheilanthes d'Espagne
- Ophioglossum lusitanicum L., Ophioglosse du Portugal
- Selaginella denticulata (L.) Spring., Sélaginelle denticulée

## Phanérogames gymnospermes
- Ephedra major Host., Grand Ephédra

## Phanérogames angiospermes

### Monocotylédones
- Allium commutatum Guss., Ail des îles
- Althenia filiformis Petit., Althénia filiforme
- Andropogon distachyos L., Andropogon à deux épis
- Arundo plinii Turra., Canne de Pline
- Carex cespitosa L., Laîche gazonnante
- Cyperus laevigatus L., Souchet à deux épis
- Dactylorhiza occitanica Geniez, Melki, Pain & R.Soca, Dactylorhiza d'Occitanie
- Hyacinthoides italica (L.) Rothm., Scille d'Italie
- Ophrys exaltata subsp. splendida (Gölz & Reinhard) R.Soca anciennement Ophrys splendida Gölz & Reinhard., Ophrys brillant
- Romulea columnae Sebast. & Mauri, Romulée à petites fleurs

### Dicotylédones
- Achillea maritima (L.) Ehrend. & Y.P.Guo anciennement Otanthus maritimus (L.) Hoffmanns. & Link, Diotis blanc
- Anagyris foetida L., Anagyre fétide
- Arenaria modesta Dufour., Sabline modeste
- Aristolochia clusii Lojac., Aristoloche de l'Escluse
- Armeria malinvaudii H.J.Coste & Soulié, Arméria de Malinvaud
- Asperula laevigata L., Aspérule lisse
- Astragalus echinatus Murray, Astragale hérissé
- Astragalus glaux L., Astragale Glaux
- Astragalus pelecinus (L.) Barneby anciennement Biserrula pelecinus L., Bisserule
- Atractylis humilis L., Atractyle humble
- Brassica montana Pourr. anciennement Brassica oleracea subsp. robertiana (J.Gay) Rouy & Foucaud, Chou des montagnes
- Brassica repanda (Willd.) DC., Chou étalé
- Bupleurum semicompositum L., Buplèvre glauque
- Chiliadenus saxatilis (Lam.) Brullo anciennement Jasonia glutinosa (L.) DC., Jasonia glutineux
- Convolvulus siculus L., Liseron de Sicile
- Crassula vaillantii (Willd.) Roth., Crassula de Vaillant
- Cressa cretica L., Cressa de Crète
- Cyclamen balearicum Willk., Cyclamen des Baléares
- Delphinium fissum Waldst. & Kit., Dauphinelle fendue
- Dorycnopsis gerardi (L.) Boiss. anciennement Anthyllis gerardi L., Anthyllis de Gérard
- Elatine macropoda Guss., Elatine à longs pédicelles
- Erodium crispum Lapeyr., Erodium crépu
- Erysimum incanum G. Kuntze., Vélar blanc
- Euphorbia terracina L., Euphorbe de Terracine
- Galium minutulum Jordan., Gaillet nain
- Genista lobelii DC. in Lam. & DC., Genêt de L'Obel
- Geum hispidum (pt) Fries., Benoîte hispide
- Heliotropium supinum L., Heliotrope couché
- Holandrea schottii (Besser ex DC.) Reduron, Charpin & Pimenov anciennement Peucedanum schottii Besser ex DC., Peucédan de Schott
- Hormathophylla lapeyrousiana (Jord.) Küpfer subsp. lapeyrousiana  anciennement Alyssum lapeyrousianum Jordan., Alysson de Lapeyrouse
- Hypecoum procumbens L., Hypecoum couché
- Inula britannica L., Inule d'Angleterre
- Jacobaea paludosa (L.) P.Gaertn., B.Mey. & Scherb. anciennement Senecio paludosus L., Séneçon des marais
- Limonium tremolsii (Rouy) Guinea & Ceballos Jimenez, Statice de Trémols
- Linum viscosum L., Lin visqueux
- Lotus conimbricensis Brot., Lotier de Coïmbre
- Lythrum borysthenicum (Schrank) Litv., Péplis dressé
- Malcolmia ramosissima (Desf.) Thell., Malcolmia ramifié
- Matthiola fruticulosa subsp. fruticulosa, Matthiola en buisson
- Matthiola valesiaca J.Gay ex Boiss. anciennement Matthiola fruticulosa subsp. valesiaca (J.Gay ex Boiss.) P.W.Ball, Matthiola en buisson
- Medicago secundiflora Durieu, Luzerne à fleurs unilatérales
- Myosotis sicula Guss., Myosotis de Sicile
- Ononis aragonensis Asso., Bugrane d'Aragon
- Ononis mitissima L., Bugrane sans épines
- Onopordum acaulon L., Onopordon à tige courte
- Onosma arenaria Waldst. & Kit., Orcanette des sables
- Pallenis maritima (L.) Greuter anciennement Asteriscus maritimus (L.) Less., Astérolide maritime
- Persicaria salicifolia (Willd.) Assenov anciennement Polygonum salicifolium Brouss. & Willd., Renouée à feuille de saule
- Phyteuma rupicola Braun.-Blanq., Raiponce des rochers
- Plantago cornuti Gouan., Plantain de Cornut
- Polycarpon polycarpoides (Biv.) Zodda., Polycarpon Faux-Péplis
- Polygonum arenarium Waldst. & Kit., Renouée des sables
- Polygonum romanum Jacq., Renouée de France
- Pulicaria sicula (L.) Moris., Pulicaire de Sicile
- Senecio doria L., Séneçon Doria
- Silene viridiflora L., Silène à fleurs vertes
- Stachys maritima Gouan., Epiaire maritime
- Teucrium brachyandrum S. Puech., Germandrée à étamines courtes
- Thalictrum morisonii C.C. Gmel., Pigamon de Méditerranée
- Thalictrum tuberosum L., Pigamon tubéreux
- Thymelaea hirsuta (L.) Endl., Passerine hérissée
- Trifolium leucanthum M.Bieb., Trèfle à fleurs blanches
- Trifolium ligusticum Balb. ex Loisel., Trèfle de Ligurie
- Trifolium ornithopodioides L., Trèfle pied d'oiseau
- Utricularia minor L., Petite utriculaire
- Valantia hispida L., Vaillantie hérissée